# Halina Nicpan
Halina Julia Nicpan (ur. 16 lutego 1926 w Łodzi, zm. 22 marca 2014 tamże) – polska nauczycielka, polonistka, działaczka kultury.

## Życiorys
W czasie okupacji hitlerowskiej harcerka "Szarych Szeregów", absolwentka Gimnazjum Adeli Skrzypkowskiej w Łodzi. Ukończyła studia polonistyczne na Uniwersytecie Łódzkim. Była wieloletnią nauczycielką języka polskiego w łódzkich szkołach zawodowych, najdłużej w Technikum Włókienniczym nr 3, przekształconym w Zespół Szkół Odzieżowych nr 2 (do przejścia na emeryturę w 1981).
W okresie stanu wojennego m.in. kolportowała prasę i książki drugiego obiegu. W latach 1986–1989 uczestniczyła w pracach tajnego Łódzkiego Zespołu Oświaty Niezależnej, który wydawał m.in. pismo „Oświata Niezależna”. W 1988 wraz z członkami ŁZON (Irena Kucza-Kuczyńska, Izabela Wasiak, Walerian Wiśniewski) tworzyła jawny Komitet Organizacyjny Pracowników Oświaty i Wychowania NSZZ „Solidarność” Ziemi Łódzkiej.
Wieloletnia działaczka Towarzystwa Przyjaciół Łodzi (od 1975), członek Zarządu i przewodnicząca Sekcji Teatralnej TPŁ. Przez wiele lat propagowała teatr wśród młodzieży szkolnej, organizując doroczne konkursy: na Szkolną Recenzję Teatralną oraz „Teatr Nowy – naszym teatrem”. W ramach Sekcji Teatralnej TPŁ przygotowywała obchody Międzynarodowego Dnia Teatru, wieczory wspomnień „Cieniom sceny łódzkiej”, a także liczne spotkania aktorów w szkołach i domach kultury w Łodzi.
Żona Andrzeja Ryszarda Nicpana, żołnierza AK i oddziału "Warszyca", nauczyciela łódzkich szkół.
Matka Łukasza Nicpana – polonisty i tłumacza literatury angielskojęzycznej oraz Agnieszki Gmitrowicz – psychiatry, dr hab. n. med. profesora nadzwyczajnego Uniwersytetu Medycznego w Łodzi, kierownika Kliniki Psychiatrii Młodzieżowej UM w Łodzi, Konsultanta Wojewódzkiego w dziedzinie Psychiatrii Dzieci i Młodzieży.
Pochowana w Łodzi na cmentarzu św. Anny na Zarzewie, przy ul. Lodowej 78.

## Odznaczenia
Odznaczona Krzyżem Kawalerskim Orderu Odrodzenia Polski, Odznaką „Za Zasługi dla Miasta Łodzi” w 1995.